# Mactan
Mactan er en ø i Filippinerne, i provinsen Cebu, den ligger knap en kilometer fra den større ø Cebu. Mactan er opdelt i to administrative enheder, hvoraf den ene omfatter størstedelen af byen Lapu-Lapu City, og den anden af kommunen Cordoba. Mactan-Cebu International Airport betjener Cebu City og provinsen Cebu, og er landets anden travleste lufthavn. [kilde mangler]
Øen er kendt for at have været det sted, hvor Ferdinand Magellan faldt i slaget ved Mactan mod den filippinske datu Lapu-Lapu.